# Walking in the Air
Walking in the Air – trzeci singel grupy Nightwish.

## Opis albumu
Walking in the Air to singel wydany na fali popularności drugiego albumu grupy (Oceanborn). "Walking in the Air" to cover utworu Howarda Blake'a będącego częścią ścieżki dźwiękowej do filmu The Snowman.

## Lista utworów
1. "Walking in the Air (edit)"
2. "Nightquest"
3. "Tutankhamen"